# Estera Malka Schmorak
Estera Malka Schmorak (Schmorakówna, po mężu Bernzweig) tożsama z: Mela Berencwejk, Estera Ber(e)ncwejg, Mala Schmercek, Estera Amalia Bernzweig (ur. 15 października 1914 w Wiedniu, zm. 1943 w Białymstoku) – polska malarka żydowskiego pochodzenia.

## Życiorys

### Lata edukacji
Estera Malka (Amalia) Schmorak pochodziła z zamożnej rodziny żydowskiej. Jej ojcem był adwokat Wolf Schmorak (1882–1942), matką Fanny z domu Frish. W 1931 roku ukończyła naukę w prywatnym gimnazjum humanistycznym im. Adama Mickiewicza we Lwowie. Jej rodzina mieszkała wówczas w miejscowości Bursztyn k. Rohatynia. W 1932 roku Schmorak rozpoczęła studia na Akademii Sztuk Pięknych w Krakowie na wydziale malarstwa, w pracowni Władysława Jarockiego (dwa lata), a w latach 1934–1936 w pracowni Fryderyka Pautscha. Była wyróżniającą się studentką, w jej dokumentacji na ASP zachowała się informacja, że w roku akademickim 1933/1934 otrzymała pochwałę za studium aktu. Studia ukończyła w 1937 roku. W tym samym roku wraz z mężem, prawnikiem Benonem Bernzweigiem, wyjechała do Białegostoku, gdzie zastała ją II wojna światowa. 

### II wojna światowa
W 1941 roku, po zajęciu Białegostoku przez wojska niemieckie, trafiła do tamtejszego getta. Według malarza Izaaka Celnikiera w getcie Estera Bernzweig, wraz z żoną jednego z braci Seidenbeutlów, pracowała jako służąca w niemieckim domu. Okoliczności śmierci malarki nie są jasne. Według Celnikiera zarówno on sam, jak i malarka wraz ze swoją bratową, uciekli z getta podczas jego likwidacji w roku 1943, ale z powodu załamania nerwowego obie kobiety popełniły samobójstwo. Według innej wersji wspomnień z tego okresu malarka zginęła podczas drugiej akcji oporu w getcie przy ulicy Kupieckiej.

## Działalność twórcza
Po ukończeniu studiów Estera Schmorak tworzyła na zamówienie obrazy portretowe, na tyle realistyczne, że bogate klientki nie przyjmowały ukończonych prac. W 1939 roku dołączyła do grupy malarzy, którzy uciekli z Warszawy i Łodzi; zaprzyjaźniła się z braćmi Efraimem i Menaszem Seidenbeutlami. Po zajęciu Białegostoku przez armię sowiecką we wrześniu 1939 roku Estera Schmorak utrzymywała się z malowania podobizn radzieckich przywódców i białostockich osobistości. Nie były to portrety pozowane, a tworzone z fotografii. W celu jak najlepszego odwzorowania podobieństwa do fotograficznego pierwowzoru malarka starannie kratkowała podobrazie, by móc wiernie przenieść najmniejsze detale wizerunku. Żartowała, że po kilku godzinach takiej żmudnej pracy widziała wokół siebie pokratkowany świat. Mimo że portrety te cieszyły się wówczas dużym zainteresowaniem, nie są znane ani żadne szczegóły na ich temat, ani dalszy los obrazów.
W zajętym przez Sowietów Białymstoku jeszcze w 1939 roku utworzono Związek Radzieckich Artystów Białoruskiej Socjalistycznej Republiki Radzieckiej. Prezydium tego związku wytypowało kilka obrazów Estery Bernzweig do wysłania w czerwcu 1940 roku na wystawę Sztuka Białoruskiej Socjalistycznej Republiki Radzieckiej. Było to wielkie przedsięwzięcie mające być ekspozycją sztuki białoruskiej. Wśród prezentowanych prac znalazł się namalowany jeszcze przed wojną portret jej siostry Ilany Maschler-Schmorak, odpoczywającej na hamaku w ogrodzie, opatrzony przez organizatorów wystawy nowym tytułem, który miał odpowiadać aktualnej rzeczywistości – Odpoczywająca kołchoźnica (34 × 42 cm). Na wystawie zaprezentowano wówczas również dwa inne obrazy olejne Estery Schmorak – Dwie dziewczynki (96 × 72,5 cm) i Pejzaż (31 × 43 cm). Pozostałością po wystawie jest dość okazały katalog, zawierający kilkanaście czarno-białych reprodukcji, zredagowany przez pracowników naukowych ówczesnej Państwowej Galerii Malarstwa Republiki Białoruskiej i Galerii Trietiakowskiej w Moskwie.
W 1941 roku dzieła Estery Schmorak Jasełka, Pejzaż, Portret dziewczynki z martwą naturą i Parniki wystawiano w Domu Artysty w Brześciu. Artystkę wymieniono również w katalogu wystawy. W listopadzie 1941 odmówiono jej przyjęcia do Związku Artystów ZSRR.